# Казалцуиньо
Казалцуѝньо (на италиански: Casalzuigno; на ломбардски: Casal Sciuìn, Казал Шуин) е село и община в Северна Италия, провинция Варезе, регион Ломбардия. Разположено е на 350 m надморска височина. Населението на общината е 1357 души (към 2017 г.).